# 于斯图
于斯图（法語：Ustou，法語發音：[ystu]）是法国阿列日省的一个市镇，属于聖日龍區。

## 地理
于斯图（42°47'56"N, 1°15'49"E）面积98.34 平方千米，位于法国奧克西塔尼大區阿列日省，该省份为法国西南部内陆省份，西部和北部与上加龙省接壤，东临奥德省，东南至东比利牛斯省接壤，南与安道尔和西班牙接壤。
与于斯图接壤的市镇（或旧市镇、城区）包括：欧吕斯莱班、库夫朗、埃尔塞、乌斯特、塞克斯、利亚多雷。

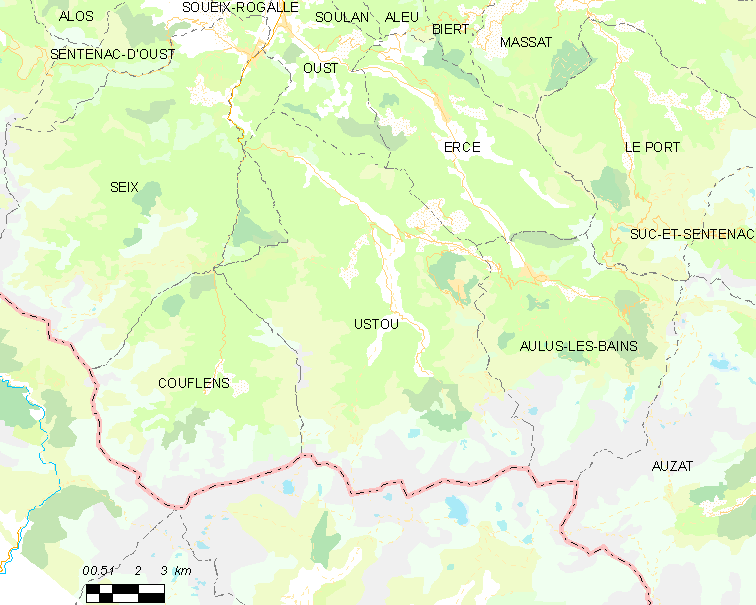
于斯图的OSM定位图

于斯图的时区为UTC+01:00、UTC+02:00（夏令时）。

## 行政
于斯图的邮政编码为09140，INSEE市镇编码为09322。

## 政治
于斯图所属的省级选区为库斯朗东县。

## 人口

1962-2008年间于斯图人口变化图示

于斯图于2022年1月1日时的人口数量为259人。